# Urszula Perkowska
Urszula Perkowska (ur. 7 listopada 1942 w Krakowie, zm. 25 sierpnia 2017) – polska historyk, dr hab. nauk humanistycznych.

## Życiorys
Urodziła się 7 listopada 1942. 27 maja 1996 habilitowała się na podstawie oceny dorobku naukowego i pracy zatytułowanej Studentki UJ w latach 1894–1939. Pełniła funkcję adiunkta w Instytucie Informacji Naukowej i Bibliotekoznawstwa na Wydziale Zarządzania i Komunikacji Społecznej Uniwersytetu Jagiellońskiego w Krakowie.
Była recenzentem jednej pracy doktorskiej.
Pochowana na cmentarzu Rakowickim w Krakowie.

## Odznaczenia
- Złoty Krzyż Zasługi[5]